# Duetto buffo di due gatti

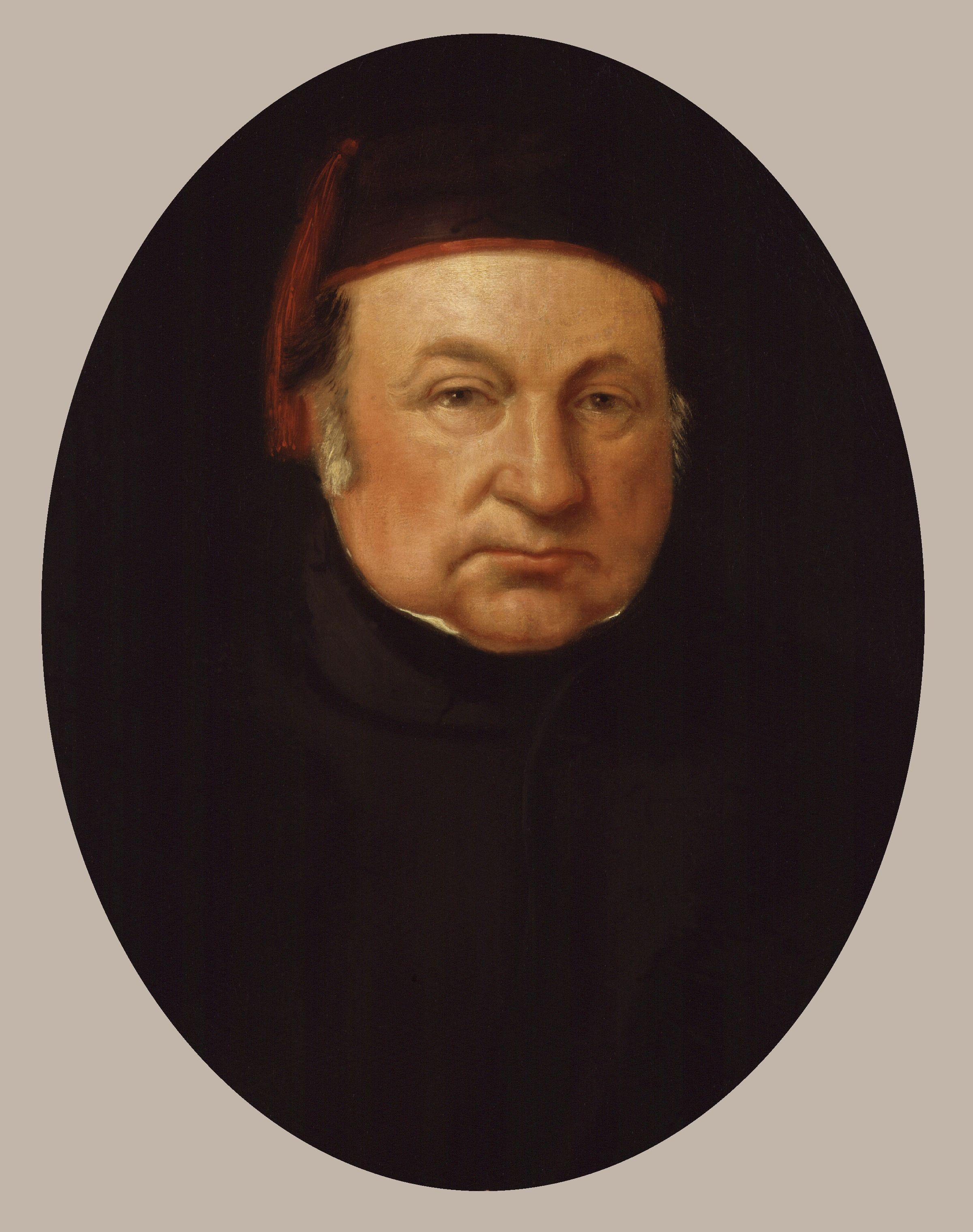
Cuadro de Robert Lucas Pearsall por Philippa Pearsall Swinnerton-Hughes.

El Duetto buffo di due gatti (traducción literal: Dúo humorístico de dos gatos), más conocida como Dúo de los gatos) es una pieza popular para dos sopranos, de 1825, de G. Berthold.
A menudo se toca como una propina al final de los conciertos.

## Composición
A pesar de que la música de esta pieza en general es de Gioachino Rossini (1792-1868), en realidad no es una composición original sino una compilación escrita en 1825 que incorpora pasajes de su ópera Otello (1816) y de la Cavatina del gato C. E. F. Weyse.
El autor de la compilación es probablemente el compositor británico Robert Lucas de Pearsall (1795-1856), que utilizó su seudónimo G. Berthold.

## Letra y música

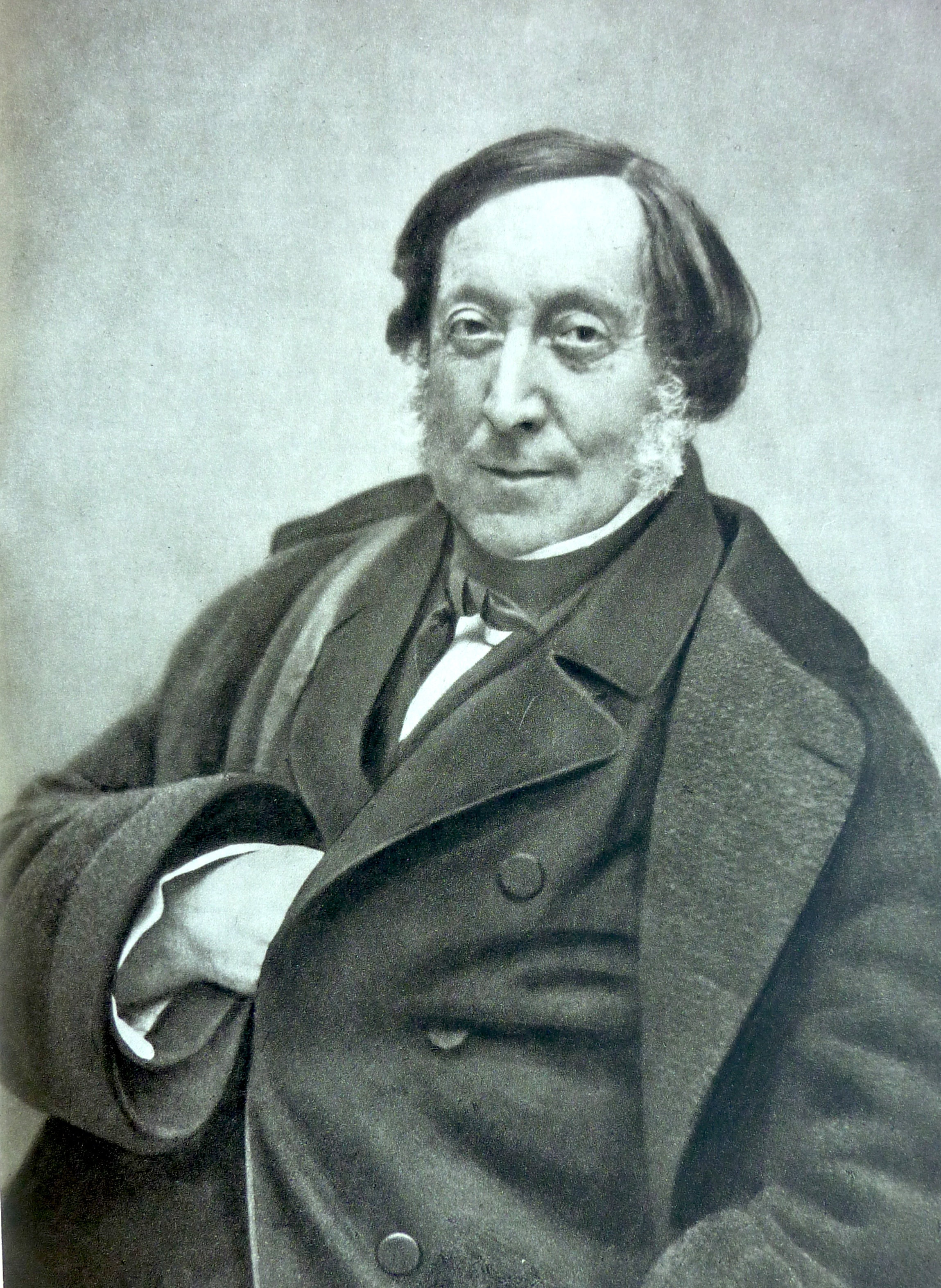
Fotografía de Gioacchino Rossini en 1865. Fotografía de Gaspard-Félix Tournachon.

La música está atribuida al compositor italiano Gioachino Rossini, que fue conocido especialmente por sus óperas, particularmente las bufas, pero con numerosas y determinantes aportaciones al mundo de la ópera seria. La música de este Dúo de los gatos, por orden de aparición, proviene de:
- Un extracto de la cabaletta del aria Ah, come mai non senti, cantado por Rodrigo en el segundo acto de Otello (de Rossini).
- Un extracto de un dúo entre Otello y Yago del mismo acto;
- La Katte-Cavatine, del compositor danés C. E. F. Weyse.[3]

La letra consiste sólo en la repetición de la onomatopeya «miau» (el maullido del gato); es en sí «un duelo» de maullidos entre dos gatos.

## Grabaciones
Algunas grabaciones que contienen esta pieza:
- A Tribute to Gerald Moore, EMI Classics: Victoria de los Ángeles (soprano), Elisabeth Schwarzkopf (soprano), Gerald Moore (piano), grabado en 2003, la pieza se titula Le duo des chats;
- Sweet Power of Song, EMI Classics: Felicity Lott (soprano), Ann Murray (mezzo-soprano), Graham Johnson (piano), grabado en 1990;
- Duets for Two Sopranos, BIS: Elisabeth Söderström (soprano) et Kerstin Meyer (mezzo-soprano), Jan Eyron (piano), grabado en [1992;
- Wir Schwestern Zwei, Wie Schönen, Nightingale: Edita Gruberova (soprano), Vesselina Kasarova (mezzo soprano), y Friedrich Haider (piano). Dernière plage: Katzen-Duett;
- Von ganzem Herzen, Catalyst: Montserrat Caballé y su hija Montserrat Martí, grabado en 1998.